# Нешов еквилибријум
У теорији игара, Нешов еквилибријум (по Џону Форбсу Нешу, који га је изложио) је концепт решења игре која укључује два или више играча, код ког се подразумева да сваки играч зна стратегије еквилибријума осталих играча, и ниједан играч ништа не може да добије тако што само он промени своју стратегију (једнострано је промени). Ако је сваки играч изабрао стратегију, и ниједан играч не може да профитира променом своје стратегије под претпоставком да остали играчи не промене своје стратегије, онда тренутни скуп изабраних стратегија, и одговарајућих добитака представља Нешов еквилибријум. Другим речима, да би постојао Нешов еквилибријум, сваки играч мора одрично да одговори на питање: Знајући стратегије осталих играча, и претпостављајући да их они неће променити, да ли ја могу да профитирам променом своје стратегије?
Просто речено, два играча су у Нешовом еквилибријуму ако је сваки донео најбољу могућу одлуку, узевши у обзир одлуку противника. Слично, више играча је у Нешовом еквилибријуму ако је сваки од њих донео најбољу могућу одлуку узевши у обзир одлуке свих осталих играча. Међутим, важно је имати у виду да Нешов еквилибријум не мора да значи највећу збирну добит за све играче; чест је случај да сви играчи могу да повећају своју добит ако би некако могли да се договоре око симултане промене својих стратегија. На пример, конкурентни трговци могу да формирају картел како би повећали своје профите.

## Историја
Концепт Нешовог еквилибријума у чистим стратегијама је први развио Антуан Курно у својој теорији олигопола (1838). Предузећа бирају количину производа које ће да пусте на тржиште како би максимизовале свој профит. Међутим, најбоља количина производа једне фирме зависи од количине производа осталих. Курноов еквилибријум се дешава када свако предузеће максимизује свој профит за дату количину производа осталих предузећа, што је Нешов еквилибријум за чисте стратегије. Међутим, модерни концепт Нешовог еквилибријума у теорији игара је дефинисан у терминима мешовитих стратегија, где играчи бирају расподелу вероватноћа над могућим акцијама. Концепт Нешовог еквилибријума за мешовите стратегије су увели Џон фон Нојман и Оскар Моргенстерн у својој књизи објављеној 1944, Теорија игара и економског понашања. Међутим, њихова анализа је била ограничена на врло специфичан случај игара са нултом сумом. Они су показали да Нешов еквилибријум за мешовите стратегије постоји за све игре са нултом сумом које имају коначан скуп акција. Допринос који је Џон Форбс Неш 1951. дао у свом чланку Некооперативне игре је био у дефинисању Нешовог еквилибријума за мешовите стратегије за све игре са коначним скупом акција, и доказао да најмање један Нешов еквилибријум за мешовите стратегије мора да постоји.

## Дефиниције

### Неформална дефиниција
Неформално, скуп стратегија је Нешов еквилибријум ако ниједан играч не може да прође боље ако унилатерално промени своју стратегију. Као хеуристика, може да се замисли да су сваком играчу откривене стратегије осталих играча. Ако постоји играч који би пожелео да промени своју стратегију након што је сазнао противничке стратегије, онда дати скуп стратегија није Нешов еквилибријум. Ако са друге стране ниједан играч не жели да промени стратегију (или је индиферентан у односу на промену стратегије), онда дати скуп стратегија јесте Нешов еквилибријум.
Нешов еквилибријум понекад посматрачу са стране може да изгледа нерационално. Ово је због тога што може да се деси да Нешво еквилибријум није Парето оптималан.
Нешов еквилибријум може да има нерационалне последице и у узастопним играма, јер играчи могу да прете другим играчима користећи нерационалне потезе. За такве игре, савршени еквилибријум подигре може да буде смисленије средство за анализу.

### Формална дефиниција
Нека је {\displaystyle (S,f)} игра, где је {\displaystyle S} скуп профила стратегија, а {\displaystyle f} је скуп профила добитака. Нека је {\displaystyle x_{-i}} профил стратегија свих играча изузев играча {\displaystyle i}. Када сваки играч {\displaystyle i\in \{1,...,n\}} бира стратегију {\displaystyle x_{i}}, што резултује профилом стратегија {\displaystyle x=(x_{1},...,x_{n})} онда играч {\displaystyle i} има добитак {\displaystyle f_{i}(x)}. Ваља уочити да добитак зависи од изабраног профила стратегија, то јест од стратегије коју је изабрао играч {\displaystyle i}, као и од стратегија које су изабрали сви остали играчи. Профил стратегија {\displaystyle x^{*}\in S} је Нешов еквилибријум (НЕ) ако ниједно унилатерална промена стратегије било ког појединачног играча није профитабилна за тог играча, то јест
{\displaystyle \forall i,f_{i}(x_{i}^{*},x_{-i}^{*})\geq f_{i}(x_{i},x_{-i}^{*}).}
Игра може да има НЕ чисте стратегије или НЕ у свом проширењу у простор мешовитих стратегија (бирање чисте стратегије стохастички са фиксном фреквенцијом). Неш је доказао да, ако се допусте мешовите стратегије (играчи бирају стратегије на случајан начин преко унапред додељених вероватноћа), онда свака игра са n играча у којој сваки играч врши избор од коначно много стратегија, има најмање један Нешов еквилибријум.
Када горња неједнакост важи строго ({\displaystyle >} уместо {\displaystyle \geq }) за све играче и за све изводљиве алтернативне стратегије, онда се еквилибријум назива строгим Нешовим еквилибријумом. Ако са друге стране, за неког играча постоји једнакост између {\displaystyle x_{i}^{*}} и неке друге стратегије у скупу {\displaystyle S}, онда се еквилибријум назива слабим Нешовим еквилибријумом.